# De l'autre côté (Doctor Who)
De l'autre côté (It Takes You Away) est le neuvième épisode de la onzième saison de la seconde série télévisée britannique Doctor Who. Il est diffusé le 2 décembre 2018 sur la chaîne de télévision britannique BBC One.

## Distribution
Sauf indication contraire, les informations mentionnées dans cette section peuvent être confirmées par la base de données cinématographiques IMDb,  présente dans la section « Liens externes ».
- Jodie Whittaker : Treizième Docteur
- Mandip Gill : Yasmin Khan
- Tosin Cole : Ryan Sinclair
- Bradley Walsh : Graham O'Brien
- Sharon D. Clarke : Grace O'Brien

## Accroche
Le Docteur et ses compagnons arrivent près d'un fjord en Norvège en 2018. Ils y trouvent une cabane délabrée où vit seule Hanne, une jeune fille aveugle qui craint le monstre qui rôde dans les bois alentours et dont les rugissements féroces l'effraient. Cependant, Graham découvre une autre menace : le miroir dans la chambre à l'étage est en réalité un portail vers un lieu extrêmement dangereux.

## Résumé
Le treizième Docteur et ses compagnons arrivent dans la Norvège d'aujourd'hui, se matérialisant près d'une cabane. Ils rencontrent son unique occupant, une adolescente aveugle nommée Hanne, qui a emménagé dans la cabane avec son père Erik après la mort de sa mère Trine. Son père a depuis disparu, et Hanne ne peut pas le rechercher car elle entend chaque jour une créature à l'extérieur de la cabane. A l'étage, le groupe découvre un miroir de chambre sans reflet, qui se révèle être un portail. Le Docteur, Graham et Yasmin y pénètrent, tandis que Ryan reste derrière avec Hanne. Après avoir trouvé des haut-parleurs dans la maison destinés à la garder à l'intérieur, la découverte de Ryan incite Hanne à l'assommer et à entrer dans le portail.
Le Docteur et les autres se retrouvent dans l'Antizone, un espace tampon entre les univers afin d'éviter des dommages catastrophiques. Ils rencontrent brièvement Ribbons, un extraterrestre trompeur qui les guide à travers la zone avant de devenir la proie de mites mangeuses de chair en tentant de prendre le tournevis sonique du Docteur. Les autres leur échappent en franchissant un autre portail, se retrouvant dans un univers parallèle réfléchi, où ils rencontrent Erik qui parle avec Trine, bien qu'elle soit morte. Au même moment, Graham se retrouve face à sa propre femme décédée, Grace. Le Docteur en déduit qu'ils rencontrent le Solitract, une entité sensible dont l'incompatibilité avec l'univers a conduit à son exil, devenant un univers à la recherche de compagnons. Hanne arrive et reconnaît immédiatement la version Solitract de Trine comme un imposteur avant d'être éjectée vers l'Antizone.
Le Docteur se rend compte que le Solitract est en train de s'effondrer sur lui-même à cause de la présence du groupe. Elle parvient alors à faire sortir tout le monde et à convaincre le Solitract de la garder à la place d'Erik en lui offrant sa grande expérience. Le Solitract accepte l'offre et éjecte Erik, amenant le Docteur dans une pièce au sein d'un espace blanc. Malgré son enthousiasme à l'idée de parler à un univers sensible, alors que le Solitract prend la forme d'une grenouille parlante avec la voix de Grace, le Docteur explique qu'elle ne peut pas rester car ils ne peuvent pas coexister. Le Solitract la libère à sa demande, lui permettant de retourner dans l'Antizone avant que les portails ne s'effondrent. Après l'aventure, Erik décide de retourner à Oslo avec Hanne, tandis que Ryan se lie avec Graham et l'appelle "grand-père" pour la première fois.

### Continuité
- Le Docteur affirme qu'en l'an 2211, une terrible guerre entre les humains et les moutons éclatera, sous le nom de "révolte laineuse".
- Le Docteur dit qu'elle a eu sept grand-mères, dont une lui racontant la légende du Solitract, peut être une référence aux régénérations d'un Seigneur du Temps.
- Le Docteur raconte que sa "grand-mère 5" soupçonnait sa "grand-mère 2" d'être un espion zygon.
- Yazmin dit au Docteur "d'inverser la polarité".

## Production et diffusion

### Diffusion
De l'autre côté est diffusé pour la première fois en France le 6 décembre 2018 sur France 4, en version originale sous-titrée à 23 h ainsi que le 3 février 2019 à 17 h 55 pour la version française.